# Iñaki Barrenetxea (cyclisme)
Pour les articles homonymes, voir Barrenetxea.
 (avril 2022).
Iñaki Barrenetxea Giraldez (né le 28 novembre 1973 à Bilbao au Pays basque) est un coureur cycliste espagnol, devenu ensuite organisateur de la Bizkaiko Bira (es).
Son père était président de la Fédération cycliste de Biscaye et son frère cadet, Asier, est également coureur cycliste.

## Biographie

### Carrière amateur
En 1991, Iñaki Barrenetxea devient champion de Biscaye devant David Etxebarria. Il se classe également troisième du championnat de Biscaye du contre-la-montre. Il rejoint ensuite le club de Gurea-Ascovalsa, avec lequel il participe notamment à la Bizkaiko Bira (es). Deux ans plus tard, il intègre la meilleure équipe amateur : Ripolin Bondex (avec le manager Joxean Fernández Matxín et les cyclistes Óscar Freire et David Seco (es)). En 1994, il termine en troisième position dans une course à Villasana de Mena (es), après avoir crevé en pleine échappée.
En 1995, il prend la troisième place de la Clásica Memorial Txuma.

### Carrière professionnelle
Il passe finalement professionnel en avril 1997 au sein de l'équipe Tonissteiner, en Belgique. Dans une de premières courses, il aide son coéquipier Ludo Dierckxsens à gagner Hasselt-Spa-Hasselt. Durant sa deuxième saison, il se classe treizième du Hell van Het Mergellan.

En 1999, il passe dans l'équipe Fuenlabrada. Il a participé à une échappée lors du Tour de la Communouté Valencienne.

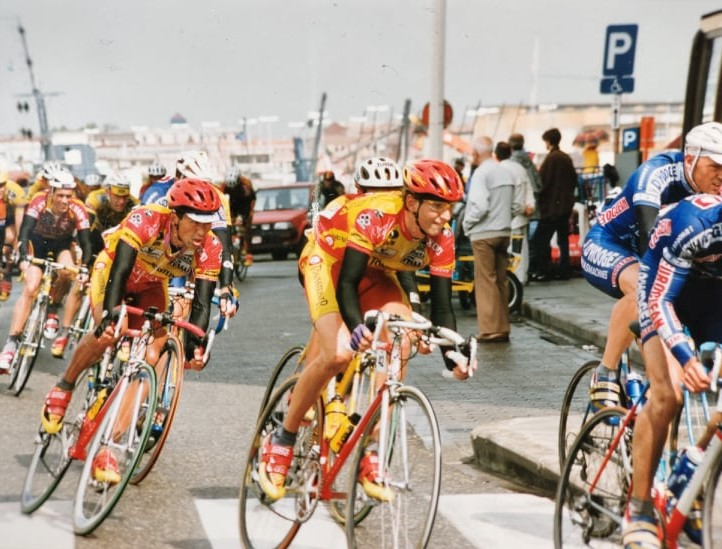
Iñaki Barrenetxea dans une course. Ostende, 1997.

## Palmarès
En 1994, il termine troisième de la course de Villasana de Mena.
L'anné suivante, il monte sur la troisième marche du podium de la Clásica Memorial Txuma.